# La llamada (canción)
«La llamada» es una canción grabada por la cantante estadounidense Selena para su primer álbum en vivo Selena Live! (1993). Fue compuesta por el corista de Selena y Los Dinos Pete Astudillo y el hermano de Selena y principal productor musical Abraham Quintanilla III. La canción fue producida por Quintanilla III y el productor argentino Bebu Silvetti.
«La llamada» fue lanzada como el segundo sencillo de Selena Live! en octubre de 1993. Alcanzó el número cinco en la lista de Billboard Hot Latin Tracks en la semana del 23 de octubre de 1993 y duró dieseis semanas en la lista. En la semana del 9 de abril de 2011, la canción entró en la lista Regional Mexican Digital Songs. El contenido lírico del tema describe los sentimientos de una novia después de ver a su novio besando a otra chica, diciéndole que no la llame de nuevo y terminan con la relación. El tema central explorado en «La llamada» muestra el empoderamiento de las mujeres.
«La llamada» es una canción de cumbia mexicana con un tempo rápido. El tema recibió respuestas generalmente positivas por parte de los críticos musicales. Un vídeo musical fue lanzado y cuenta con Selena bailando en una multitud en una casa de playa en Malibú, California. La canción también ha sido versionada por varios cantantes.

## Antecedentes y composición

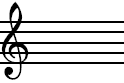
Armadura de la menor, tonalidad en la que está compuesta la canción.

«La llamada» fue la primera canción grabada para Selena Live! (1993). Fue escrita por el corista de Selena y Los Dinos Pete Astudillo y el hermano de Selena y principal productor musical Abraham Quintanilla III. Fue producida por Quintanilla III en colaboración con el productor argentino Bebu Silvetti. La canción estaba destinada a ser uno de los tres temas de estudio para Selena Live!. Astudillo y Quintanilla III pasaron una hora juntos escribiendo la canción. Ellos querían escribir una canción sobre un tema que muchas mujeres enfrentan con sus novios. Quintanilla III había querido potenciar a las mujeres, haciéndoles saber que deben mantener la cabeza levantada y recordar que la vida sigue. Selena favoreció el contenido de la letra y el tema central, muy común en sus canciones. «La llamada» fue grabada en Corpus Christi, Texas, por el padre y gerente de Selena Abraham Quintanilla, Jr. en su estudio de grabación Q-Productions. Antes de que Selena Live! fue lanzado, la canción fue mezclada por Brian «Red» Moore, un amigo de la familia. Debido a que Selena favoreció el tema, se lanzó un vídeo musical dirigido por Cecilia Miniucchi. Fue filmado en una casa de playa en Malibu, California. El vídeo muestra a Selena bailando con varios hombres en un lado y las mujeres en el otro. En otras escenas, Selena está cantando detrás de unas cortinas azules.
«La llamada» es una canción de cumbia mexicana con un tempo rápido. Escrita en la tonalidad de la menor, el ritmo se establece en el tiempo común, tiene un tempo moderado 90 pulsaciones por minuto y el rango vocal de Selena va desde la nota sol3 hasta la do5. «La llamada» describe a una mujer hablándole a su novio por teléfono que le vio besando a otra chica, mientras su novio intenta decirle que no era él. El tema central explorado en la canción sugiere empoderamiento de las mujeres.

## Respuesta de la crítica y versiones
Howard Blumenthal escribió en su libro The World Music CD Listener's Guide que «La llamada» es una canción «energética». Un editor del periódico texano Fort Worth Star-Telegram comparó «La llamada» y el otro sencillo de Selena Live! «No debes jugar». El editor expresó las similitudes de ambas canciones, tanto en su contenido lírico como el de los instrumentos utilizados. Sue Anne Pressley del Chicago Sun-Times cree que «La llamada» es uno de los temas «favoritos de los fanáticos» y lo calificó como «un número de pop bailable». Un editor de Philadelphia Daily News llamó a «La llamada» una «melodía pegadiza», aunque comentó que es la canción menos memorable de Selena Live!.
La banda mexicana Banda El Grullo grabó la canción en su álbum tributo Lo mejor de Selena con Banda, lanzado en octubre de 2005. La cantante argentina Dalila también interpretó la canción y la incluyó en su álbum en directo Dalila en Vivo (2007). El cantante dominicano de bachata Kiko Rodríguez grabó la canción en su álbum Otra vez con amor, publicado en julio de 2011.

## Listas

### Listas semanales
| País (Lista) (1993)                             | Mejor posición |
| ----------------------------------------------- | -------------- |
| Estados Unidos (Hot Latin Tracks)               | 5              |
| País (Lista) (2011)                             | Mejor posición |
| Estados Unidos (Regional Mexican Digital Songs) | 10             |

## Créditos
Créditos adaptados a partir de las notas de Selena Live!.
- Selena – voz
- Ricky Vela – teclista
- Joe Ojeda – teclados
- Chris Pérez – guitarra
- Pete Astudillo - compositor
- A.B. Quintanilla III – cocompositor, productor, arreglos
- Brian «Red» Moore – mezclador de audio
- Bebu Silvetti – productor